# Samora Machel
Samora Moisés Machel (Xilembena, 29 de septiembre de 1933-Nkomati, 19 de octubre de 1986) fue el presidente de Mozambique entre 1975 y 1986. Es considerado como el padre de la independencia de Mozambique.

## Biografía

### Lucha por la independencia
En 1951, Mozambique fue declarada provincia exterior de Portugal. En 1962, Eduardo Mondlane creó el Frente para la Liberación de Mozambique (FRELIMO), de inspiración comunista, y se dio inicio a la guerra de la independencia.
En 1962, Machel se había exiliado en la vecina Tanzania, donde se unió a las fuerzas del FRELIMO. Luego fue a Argelia a recibir adiestramiento militar.
Allí se destacó como organizador militar, y fue nombrado Comandante en jefe del FRELIMO en 1968.
En 1969, Mondlane fue asesinado y en 1970 Samora Machel y Marcelino Santos asumen la dirección del FRELIMO.
El FRELIMO llamaba «liberadas» a cualesquiera de las zonas afectadas de alguna forma por acciones bélicas, las cuales cubrían cerca del 30 % del territorio mozambiqueño. Sin embargo, como el verdadero foco de la guerra estaba confinado en bolsas bien delimitadas de las provincias (que entonces se llamaban «distritos») de Cabo Delgado, Niassa y Tete y, por lo tanto, las acciones bélicas eran esencialmente potenciales o muy ligeras en la mayoría de los casos, las zonas liberadas –o mejor, las zonas efectivamente controladas por el FRELIMO– no tenían la dimensión que éste reclamaba.
Tras la revolución del 25 de abril de 1974, conocida como la Revolución de los Claveles, que termina con la dictadura salazarista en Portugal, los nuevos gobernantes portugueses negocian con el FRELIMO la salida del Ejército portugués de Mozambique, cuya independencia se declara para el 25 de junio de 1975.

### Consolidación del poder
Aun antes de la independencia, bajo el gobierno de transición compartido con Portugal, el FRELIMO desmanteló toda oposición. Los antiguos militantes Lázaro Kavandame, Uria Simango, Paulo Unhai, Kambeu y Mateus Gwengere fueron detenidos, su pretexto de haberse aliado con elementos de la comunidad blanca en la sublevación del 7 de septiembre de 1974 contra la entrega del poder al FRELIMO de acuerdo con los acuerdos de Lusaka (Mateus Gwengere fue raptado en su exilio en Kenia y extraditado secretamente a Mozambique). La misma ola de detenciones afectó a Joana Simeão que, a pesar de nunca haber pertenecido al FRELIMO, había creado un partido, el Grupo Unido de Mozambique (GUMO) presuntamente de tendencia prooccidental, que proponía un modelo basado en el pluralismo y el mercado libre.

### La presidencia
Samora Machel forma el primer gobierno independiente. Se propone como objetivo utilizar el socialismo como el camino para el desarrollo del nuevo país.
Tras la independencia, en julio de 1975, se convierte en primer presidente del Mozambique independiente. A pesar de su marxismo ortodoxo, desarrolló una política pragmática, manteniendo relaciones con el gobierno racista sudafricano, de quien Mozambique dependía económicamente.
Fue impuesta una reforma agraria, que agrupaba los campesinos en aldeas comunales según el modelo del koljoz y del sovjoz en la URSS. Para este efecto, el nuevo régimen mozambiqueño no desdeñó utilizar los antiguos «aldeamentos», pequeñas aglomeraciones en las que el Ejército portugués había intentado confinar la población rural, tradicionalmente dispersa en unidades unifamiliares en el campo, para sustraerla a la influencia del FRELIMO en las zonas del norte afectadas por la guerra. Profundamente contraria al modo de vida tradicional de los campesinos mozambiqueños, la reforma agraria estaba basada en el concepto de las «aldeas comunales».
En los meses anteriores a su independencia, Mozambique fue abandonado por la gran mayoría de los 4500 propietarios de empresas agrícolas y la red de miles de tiendas que constituían la mayor parte del comercio fue desmantelada casi por completo. La economía, y en particular la agricultura, estaba entonces completamente desorganizada. El proceso de reconstrucción de la estructura productiva y de la red de comercialización, lento y conflictivo, fue, sin embargo, gradual hasta 1981. A partir de esa fecha, el bandidaje armado, apoyado por los Estados Unidos y Sudáfrica, llevó a Mozambique a un nuevo período de declive económico. Estas acciones, localizadas principalmente en zonas rurales, sabotean la producción de las empresas, destruyen la infraestructura comercial y las vías de comunicación, y también se dirigen a los agricultores. Se producen migraciones forzadas que crean o agravan las situaciones de hambruna.

### El cambio de política de Machel hacia los portugueses

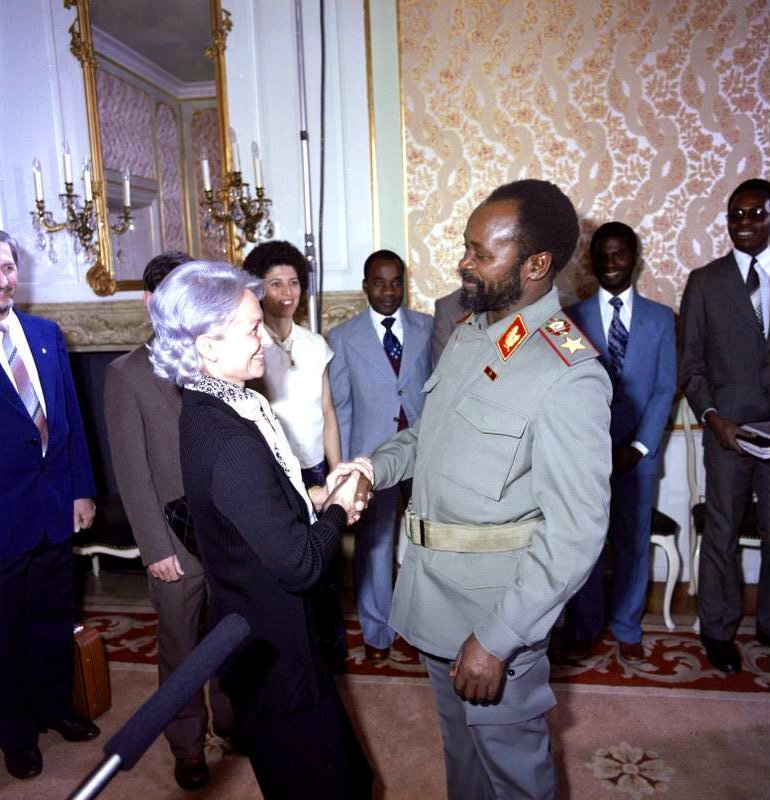
Samora Machel en Berlín Este, junto a Margot Honecker, durante una visita a la República Democrática Alemana.

Es casi consensuadamente admitido que una de las principales razones del colapso de la economía mozambiqueña tras la independencia fue el éxodo precipitado de la mayoría de los cerca de 200.000 portugueses que vivían en el país inmediatamente antes de la Revolución de los Claveles del 25 de abril de 1974.
En efecto, el gobierno de transición que iba dirigir el país entre el acuerdo de alto el fuego (firmado el 7 de septiembre de 1974 en Lusaka, la capital de Zambia) y la independencia (prevista para el 25 de junio del año siguiente) se había mostrado bastante conciliador. El primer ministro, Joaquim Chissano (que sería Presidente de Mozambique después de la muerte de Machel, doce años más tarde), logró convencer a la mayoría de los blancos de que solo los que tuviesen responsabilidades graves en las páginas más sombrías de la época colonial podrían temer el gobierno del FRELIMO.
Un mes antes de la independencia, o sea, a mediados de mayo de 1975, Samora Machel entró en Mozambique por la frontera norte, desde Tanzania, y empezó un periplo con destino a la capital, en el extremo sur, adonde debería llegar en la víspera de la independencia. A lo largo de ese viaje, inflamaba a las masas con sus discursos, en los que repetía sin cesar los aspectos más odiosos y humillantes del colonialismo desde la perspectiva de los colonizados. La inquietud se instaló paulatinamente entre la comunidad portuguesa, muchos miembros de la cual decidieron partir y rehacer su vida en otras tierras.

## Muerte
Machel apoyaba la lucha del Congreso Nacional Africano contra el apartheid y era miembro de la Línea del Frente Antiapartheid, constituida por Angola, Zimbabue, Zambia, Namibia y Mozambique.
En marzo de 1984, firmó un tratado de seguridad con el gobierno sudafricano, en lo que se conoció como Acuerdo de Nkomati.
Esto conllevó al cese del apoyo sudafricano a la guerrilla de la Resistencia Nacional Mozambiqueña, principal grupo opositor del régimen comunista, y una provisión de ayuda económica en un momento en el que la sequía amenazaba seriamente la vida media mozambiqueña.
En la ceremonia de la firma de estos acuerdos se presentó ante el presidente sudafricano, Pieter Wellel Botha, vestido con el uniforme de Jefe de las Fuerzas Armadas de Mozambique, simbolizando con ello que la firma no suponía una derrota.
Poco después, el avión soviético en el que volvía de Lusaka se estrelló en una colina de la localidad sudafricana de Mbuzini, pereciendo todos sus ocupantes, incluido el presidente Machel. Se acusó al gobierno sudafricano de este hecho aunque el gobierno de Pretoria siempre lo negó rotundamente. 

## Homenajes
El 19 de enero de 1999, Nelson Mandela, su mujer Graça y el presidente de Mozambique Joaquim Chissano inauguraron un monumento en honor a Samora Machel en Mbuzini, la localidad donde se estrelló el avión que lo transportaba. El monumento fue diseñado por el arquitecto mozambiqueño José Forjaz y costó al gobierno sudafricano 1,5 millones de rands (300 000 dólares estadounidenses). Consta de 35 tuberías de acero que simbolizan el número de vidas perdidas en la colisión. Al menos ocho extranjeros murieron allí, incluidos los cuatro soviéticos miembros de la tripulación, los dos médicos cubanos de Machel y los embajadores zambiano y zaireño en Mozambique.
En el centro de Dar es Salaam,  sede de gobierno de Tanzania, hay una vía denominada Avenida Samora. Una de las vías principales de Harare, la capital de Zimbabue, la Avenida Jameson, fue rebautizada como Avenida Samora Machel tras la independencia, como gesto de gratitud al apoyo de Machel a la liberación negra. En 2017 la calle Luanda Sur de Angola pasó a llamarse Avenida Samora Machel. También lleva su nombre una calle de Moscú.
Uno de los éxitos musicales del grupo zimbabuense R.U.N.N. family rememora la pérdida de Samora Machel.